# Il tiranno di Siracusa
Il tiranno di Siracusa è un film di avventura del 1962 diretto da Alberto Cardone e Curtis Bernhardt.
Il film è conosciuto in Italia anche col titolo Damon e Pitias e all'estero con Damon and Pythias.

## Trama
Pitias si reca a Siracusa per incontrare Arcanos, capo dei pitagorici, costretti insieme a lui a nascondersi dalla furia del tiranno Dionisio.
In seguito il giovane s'imbatte in un ladro di nome Damon che prima lo deruba, poi lo salva dall'arresto e infine lo denuncia alle guardie di Dionisio.
Si pente appena in tempo da avvertire Pitias del gesto, ma vengono entrambi arrestati.
Damon offre la sua vita in cambio della loro salvezza, ma Dionisio viene a sapere che la moglie di Pitias sta morendo, così gli offre la possibilità di stare fuori dal carcere e di tornare entro un mese per sostituire Damon al patibolo.
Pitias va ad Atene e poi ritorna in Sicilia, proprio mentre le guardie stanno cercando di sacrificare l'amico Damon.
L'uomo si oppone al gesto e Dionisio, colpito da tale prova di amicizia, li libera.

## Produzione
Il film venne girato a Roma, alle Terme di Caracalla e negli studi romani di Cinecittà, a Gaeta e a Terracina.

## Distribuzione
Venne distribuito dalla Metro-Goldwyn-Mayer (MGM).